# کرومولین سدیم
کرومولین سدیم (به انگلیسی: Cromolyn Sodium)
رده درمانی: تثبیت کننده غشاء سلول
اشکال دارویی: افشانه دهانی یا افشانه بینی

## موارد مصرف
کرومولین سدیم یکی از آنتی هیستامین‌های پرمصرف است که در درمان حساسیت تنفسی به مواد آلرژن مؤثر است. این دارو همچنین در پیشگیری از آزاد شدن هیستامین از واکوئل‌های سلول‌های ایمنی در آسم و رینیت آلرژیک مصرف می‌شود؛ و همچنین مصرف کردن آن برای کسانی که آلرژی و آسم دارند توصیه می‌شود؛ و مصرف زیاد آن برای بدن ضرر دارد.

## مکانیسم اثر
کرومولین Cromoglicic acid تثبیت‌کننده غشاء ماست سل‌ها است و مانع آزاد شدن هیستامین از واکوئل‌های سلول‌های ایمنی می‌شود. هیستامین نقش اصلی را در واکنش‌های حساسیتی دارد. کرومولین سدیم بدین ترتیب مانع آزاد شدن واسطه‌های شیمیایی مانند هیستامین، سروتونین، SRS_A از ماستوسیت‌ها شده عملاً از بروز نشانه‌های حاصل از برخورد پادتن زا وپادتن (آنتی ژن وآنتی کور) جلوگیری می‌کند.

## تاریخچه
کرومولین سدیم (Disodium Cromoglycate) یا DSCG در سال ۱۹۶۵ به وسیلهٔ آلتونیان (Altounian) در انگلستان معرفی شد و اثرات ایجاد شده آن اثبات شد. پس از بررسی‌های مداوم بالینی بالاخره این دارو در سال ۱۹۶۹ نخست در انگلستان به بازار آمد.

## عوارض جانبی
سرگیجه، احساس ضعف، افزایش خس خس سینه یا تنگی نفس، بثورات جلدی یا کهیر، تورم صورت، لب‌ها، پلک‌ها، داخل دهان، دست‌ها یا پاها، درد قفسه صدری، لرز، ادرارکردن دردناک یا مشکل، سردرد شدید، درد یا تورم مفاصل. 
اثرات معمول دارو عبارتند از سرفه، خشکی دهان یا گلو، تهوع، گرفتگی بینی، یا سوزش گلو.